# Ministère de l'Eau et des Mines
Le ministère de l'eau et des mines est le département ministériel du gouvernement béninois chargé d'élaborer, de mettre en œuvre et d'assurer le suivi-évaluation de la politique du gouvernement dans les domaines de l'eau, conformément aux lois et règlements en vigueur en République du Bénin.

## Images

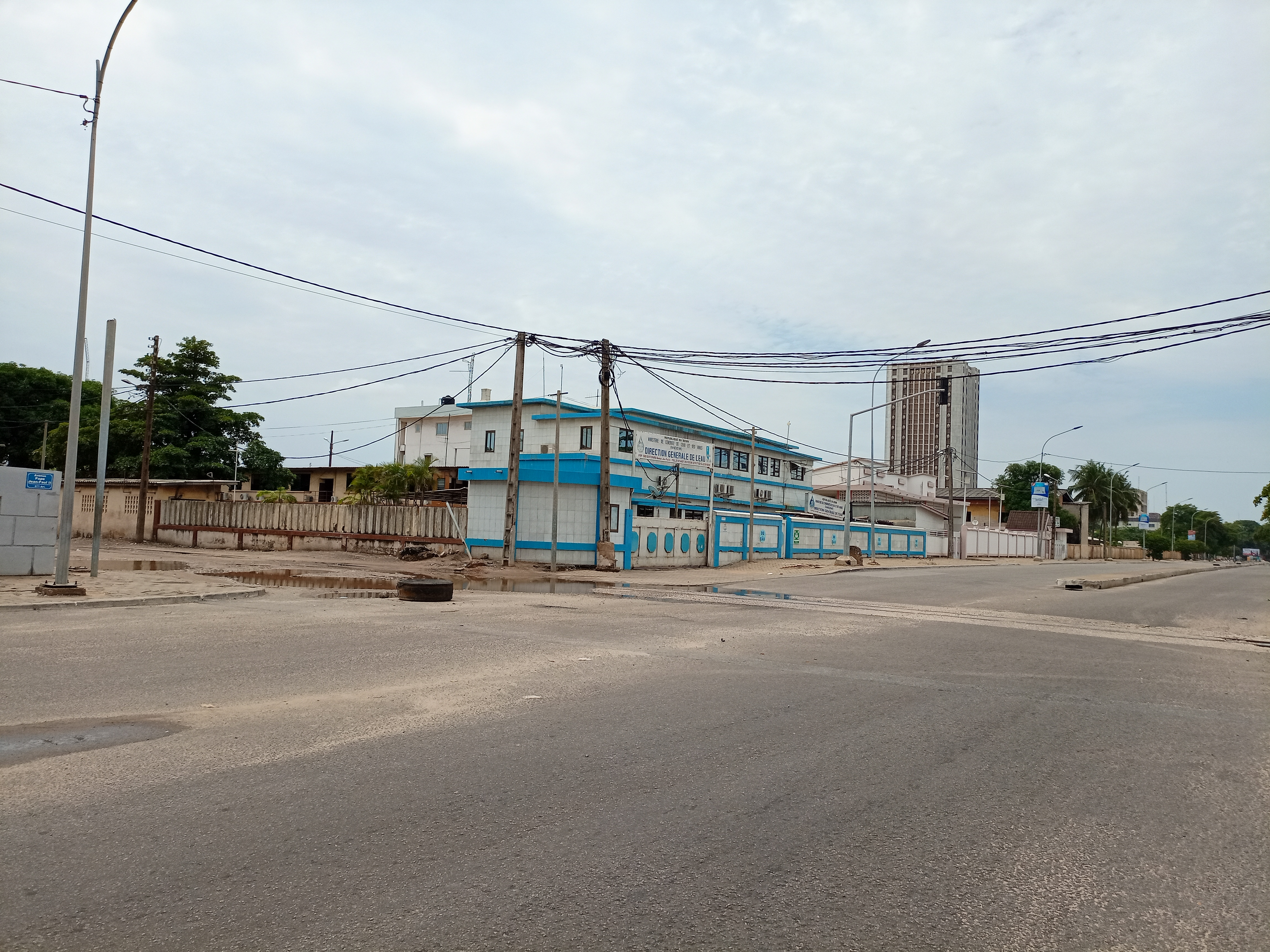
La direction générale de l'eau est rattachée au ministère de l'Eau et des Mines.